# Akitoshi Igarashi
Akitoshi Igarashi (jap. 五十嵐 明要, Igarashi Akitoshi; * 1932 in der Präfektur Tokio) ist ein japanischer Jazzmusiker (Altsaxophon).
Akitoshi Igarashi arbeitete ab den frühen 1950er-Jahren in der Jazzszene seiner Heimatstadt; mit Toshiko Akiyoshi und Sadao Watanabe trat er 1954 im Mocambo Club in Yokohama auf. 1957 entstanden Plattenaufnahmen mit Tetsuo Hayashi, Eiji Kitamura, Akira Miyazawa, Hideki Ogiwara und Shungo Sawada (Jazz Message from Tokyo), 1959 mit den Modern Jazz All Stars und der New Jazz Group (LP Modern Jazz Composer's Corner). Ab 1965 spielte er bei Takeshi Inomata & His West Liners.
In den späten 1960er-Jahren leitete er eigene Bands wie Akitoshi Igarashi & Dreamy Sounds, mit der eine Reihe von LPs vorlegte, z. T. im Easy Listening Stil wie Fascinating Alto-Sax. In den 1970er-Jahren spielte er bei Toshio Mori & Blue Coats, Nobuo Hara, Norio Maeda sowie mit Yuzuru Sera (Recital: The Days of Wine and Women, 1978); außerdem gehörte er der Saxophon-Formation Five Saxophones an, in der u. a. Shigeo Suzuki, Akira Miyazawa, Kōnosuke Saijō, Ichiro Mitsumori und Hiroshi Okazaki spielten. Um 1986 entstand sein Album Sax Talk (u. a. mit Toshihiko Ogawa und Kunimitsu Inaba); ferner spielte er in dieser Zeit mit Eiji Kitamura und Martha Miyake; 1988 folgte das Album Swing Time (mit Ichiro Masuda, Yoshitaka Akimitsu, Ikuo Shiozaki, Yoshinori Asami und Yoshio Nakamura). 2006 legte er noch das Album Akitoshi Igarashi Meets the Yoku Tamura Trio + Tohru Konishi – Here at Last vor. Der Diskograf Tom Lord listet seine Beteiligung im Bereich des Jazz zwischen 1954 und 2008 bei 39 Aufnahmesessions.